# ISO 22000

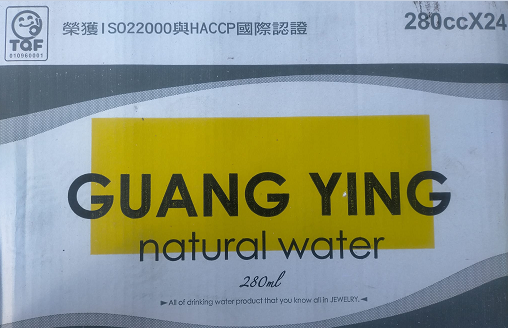
광잉 천연수의 ISO 22000 및 HACCP 인증

ISO 22000은 결과 중심의 국제 표준화 기구(ISO)의 식품 안전 관리 시스템으로, 식품 안전의 전반적인 성과를 향상시키는 데 도움이 되는 목표를 가지고 식품 산업의 모든 조직에 요구 사항을 제공한다. 이러한 표준은 글로벌 식품 공급망의 안전을 보장하기 위한 것이다. 이 표준에는 식품 안전 관리에 대한 전반적인 지침이 포함되어 있으며 사료 및 식품 사슬의 추적성에 중점을 두고 있다.

## 식품안전
식품 안전은 만성이든 급성이든 관계없이 식품을 소비자의 건강에 해로울 수 있는 모든 위험을 의미한다.

## 같이 보기
- 식중독
- 식품공학
- 식품 안전
- 국제 표준화 기구
- 국제 표준
- ISO 9000
- PDCA
- 표준화
- 기술 표준